# Le stelle non si spengono a Liverpool
Le stelle non si spengono a Liverpool (Film Stars Don't Die in Liverpool) è un film del 2017 diretto da Paul McGuigan.
Il film ha come protagonisti Annette Bening e Jamie Bell e racconta la reale storia d'amore tra il giovane attore britannico Peter Turner e l'attrice premio Oscar Gloria Grahame. Il film si basa sull'omonimo libro di memorie di Peter Turner.

## Trama
A Londra, verso la fine degli anni settanta, Peter Turner, un giovane attore emergente in difficoltà, incontra e si innamora di Gloria Grahame, la celebre stella di Hollywood vincitrice dell'Premio Oscar per la miglior attrice non protagonista nel 1953. L'attrice era ormai giunta alla fine della sua carriera e, nonostante i problemi di salute, cercava con ottimismo nuovi ingaggi in Gran Bretagna. Quando la Grahame ha un malore in teatro, Turner si sente in dovere di prendersi cura di lei e decide di portarla a vivere a casa della sua famiglia a Liverpool.

## Produzione
Le riprese sono iniziate a fine giugno 2016 tra Liverpool e Londra. Ad agosto dello stesso anno le riprese si sono svolte presso i Pinewood Studios.

## Distribuzione
Il film è stato presentato in anteprima mondiale il 1º settembre 2017 al Telluride Film Festival. Successivamente è stato proiettato al Toronto International Film Festival e al BFI London Film Festival.
È stato distribuito nelle sale cinematografiche britanniche dalla Lionsgate il 17 novembre 2017 e in quelle statunitensi il 29 dicembre 2017 dalla Sony Pictures Classics.

## Riconoscimenti
- 2018 - British Academy Film Awards[6]
  - Candidatura per la Miglior sceneggiatura non originale a Matt Greenhalgh
  - Candidatura per il Miglior attore protagonista a Jamie Bell
  - Candidatura per la Miglior attrice protagonista ad Annette Bening
- 2017 - Hollywood Film Awards
  - New Hollywood Award a Jamie Bell
- 2017 - British Independent Film Awards
  - Candidatura per il Miglior attore a Jamie Bell
  - Candidatura per la Migliore attrice non protagonista a Julie Walters
  - Candidatura per il Miglior casting a Debbie McWilliams
  - Candidatura per la Migliore scenografia a Eve Stewart